# 12321 Zurakowski
12321 Zurakowski è un asteroide della fascia principale. Scoperto nel 1992, presenta un'orbita caratterizzata da un semiasse maggiore pari a 2,2250333 UA e da un'eccentricità di 0,2158236, inclinata di 4,89331° rispetto all'eclittica.